# 嘉穂劇場
嘉穂劇場（かほげきじょう）は、福岡県飯塚市飯塚にある劇場。建物は登録有形文化財。近代化産業遺産に認定されている。

## 歴史

### 前身となる中座
1921年（大正10年）6月1日、嘉穂郡飯塚町に麻生太七を社長とする株式会社中座が設立された。資本金は15万円。麻生太七は炭鉱経営者であり貴族院議員でもあった麻生太吉の弟である。設立準備室が設けられたのは麻生商店の本社内であり、麻生太七が劇場を建てる土地を提供している。1922年（大正11年）1月3日には中座が開場した。大阪市の道頓堀にあった中座を模した木造3階建の芝居小屋であり、6代目尾上菊五郎がこけら落としの公演を行った。
明治末期以後の遠賀川流域には50もの芝居小屋が建てられたとされるが、最も規模が大きかったのが中座である。1928年（昭和3年）5月23日には漏電が原因の出火で中座が全焼した。1929年（昭和4年）5月1日に再建・落成されたものの、1930年（昭和5年）7月18日には台風で建物が倒壊した。すべての出資者が手を引いたことで株式会社中座は解散した。

### 嘉穂劇場の開場（1931年～1945年）
中座の支配人だった伊藤隆は個人での再建を検討し、株式会社中座から全ての資産を無償で譲渡されている。1931年（昭和6年）2月6日、規模を木造2階建に縮小した劇場が建てられ、郡名から嘉穂劇場と名付けられて開場した。1936年（昭和11年）には筑豊2市4郡劇場組合が結成され、嘉穂劇場も含めて33劇場が加盟した。観客は筑豊地域の中心産業であった炭鉱業の労働者とその家族が中心だった。

### 戦後の動向（1945年～2003年）

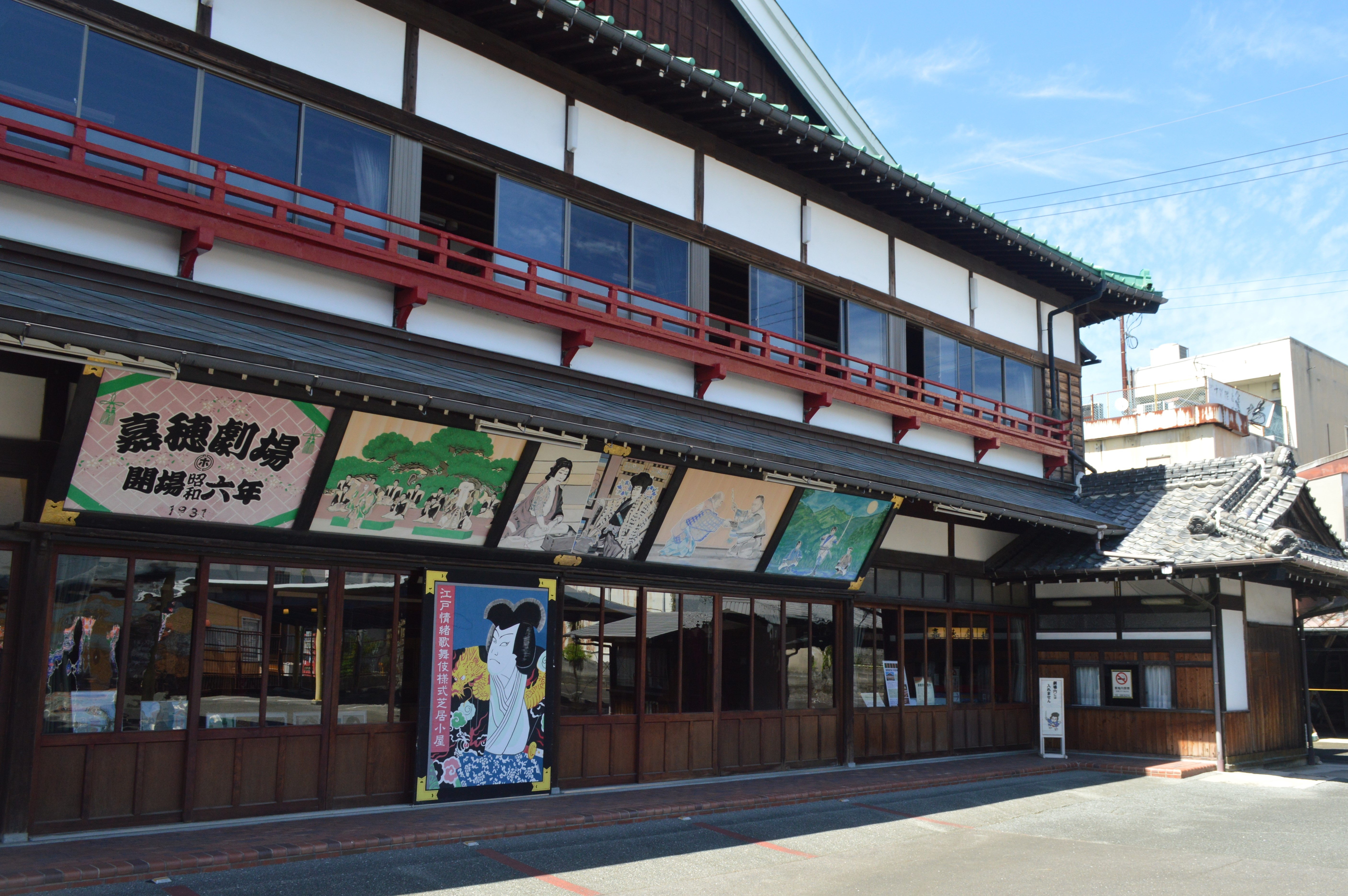
建物の入口

1956年（昭和31年）8月には力道山らを呼んだプロレス興行を行ったが、以後は廻り舞台が固定されて回されることがなくなっていった。1962年（昭和37年）には延べ266日の公演数があったが、1975年（昭和50年）頃には年間30日から40日程度の公演に落ち着いていた。
伊藤隆は死去する直前まで借金の返済を続けた。伊藤隆の死後には娘の伊藤英子が経営を引き継ぎ、小沢昭一主宰の劇団である芸能座の旅公演「清水次郎長伝・伝」などを行った。芸能座の劇団員と伊藤英子の記念写真も残っている。
1970年（昭和45年）には仲店（売店）が改築され、1972年（昭和47年）には楽屋が改築され、1973年（昭和48年）には冷暖房設備が設置された。1977年（昭和52年）には創思者出版から『定本 嘉穂劇場物語』が出版された。1979年（昭和54年）には大衆演劇の座長らが集って劇場の存続を訴え、以後は毎年行われる九州演劇協会による全国座長大会が嘉穂劇場の名物公演とされた。
1989年（平成元年）には伊藤英子が西日本新聞文化財団が主宰する西日本文化賞を受賞した。1993年（平成5年）には西日本新聞社から伊藤英子の聞書である『心棒ひとすじ 嘉穂劇場とともに』が出版された。1994年（平成6年）には伊藤英子が福岡県が主宰する福岡県文化賞を受賞した。2000年（平成12年）7月30日には椎名林檎のライブイベント「座禅エクスタシー」の会場となった。2002年（平成14年）には飯塚市登録有形文化財に登録された。

### 水害と復興（2003年～2021年）
2003年（平成15年）7月19日の平成15年梅雨前線豪雨の際には飯塚市の中心部一帯が浸水し、客席や舞台・花道などが浮き上がり、1階内部が使用不能になる被害を受けた。九州演劇協会会長の玄海竜二より連絡を受けた津川雅彦らが芸能人仲間に呼びかけ、同年9月12日には津川、中村玉緒、緒形拳、長門裕之、西田敏行、明石家さんまなどの俳優や芸能人が駆け付けた復興支援チャリティイベントが行われた。
復興支援チャリティイベントに先立ち、飯塚市中心商店街でお練りも行われ、田村正和や木村拓哉らの私物がチャリティオークションにかけられ、東京でも滅多に無い豪華なイベントとして話題となった。豪雨後には約1年かけて復旧工事が行われ、2004年（平成16年）9月に復興すると、11月には前年9月に公演予定だった劇団「ギンギラ太陽'S」の公演も行われた。
2006年（平成18年）11月19日、登録有形文化財に登録された。2007年（平成19年）、近代化産業遺産群33「産炭地域の特性に応じた近代技術の導入など九州・山口の石炭産業発展の歩みを物語る近代化産業遺産群」の認定遺産の一つに認定された。
開場より伊藤家の家族経営により営業を続けてきたが、復旧に際して公的資金の支援を受ける必要があったことから、特定非営利活動法人(NPO)が設立されて伊藤英子が初代理事長となった。伊藤英子は高齢だったことから、運営面は後に養子となった伊藤英昭夫妻に移行し、自らは来場する役者らの話し相手を務めた。2010年（平成22年）8月22日、伊藤英子は老衰のために91歳で死去した。
2014年（平成26年）には入場者数が57,000人を超えたが、2019年（令和元年）には27,000人にまで減少した。

### 休館後（2021年～）
2020年（令和2年）以後には新型コロナウイルス感染症の世界的流行が起こり、公演やイベントのキャンセルが相次いだことで、入館者数は8,600人に落ち込んだ。2021年（令和3年）5月には運営母体のNPO法人嘉穂劇場が解散し、5月18日には嘉穂劇場が休館となった。
2021年（令和3年）9月、嘉穂劇場の建物は飯塚市に贈与された。2022年（令和4年）9月から2024年（令和6年）2月にかけて、飯塚市が劇場棟の耐震診断を実施したところ、現行の耐震基準を満たしていないことが判明した。
2022年（令和4年）10月より、飯塚市は耐震補強をはじめとする改修費用を賄うためにふるさと納税によるクラウドファンディングを行い、目標額1億2,000万円に対して5億2,865万円が集まった。返礼品費用を差し引いた約1億8,264万円が改修費用に充てられることになった。

## 建物

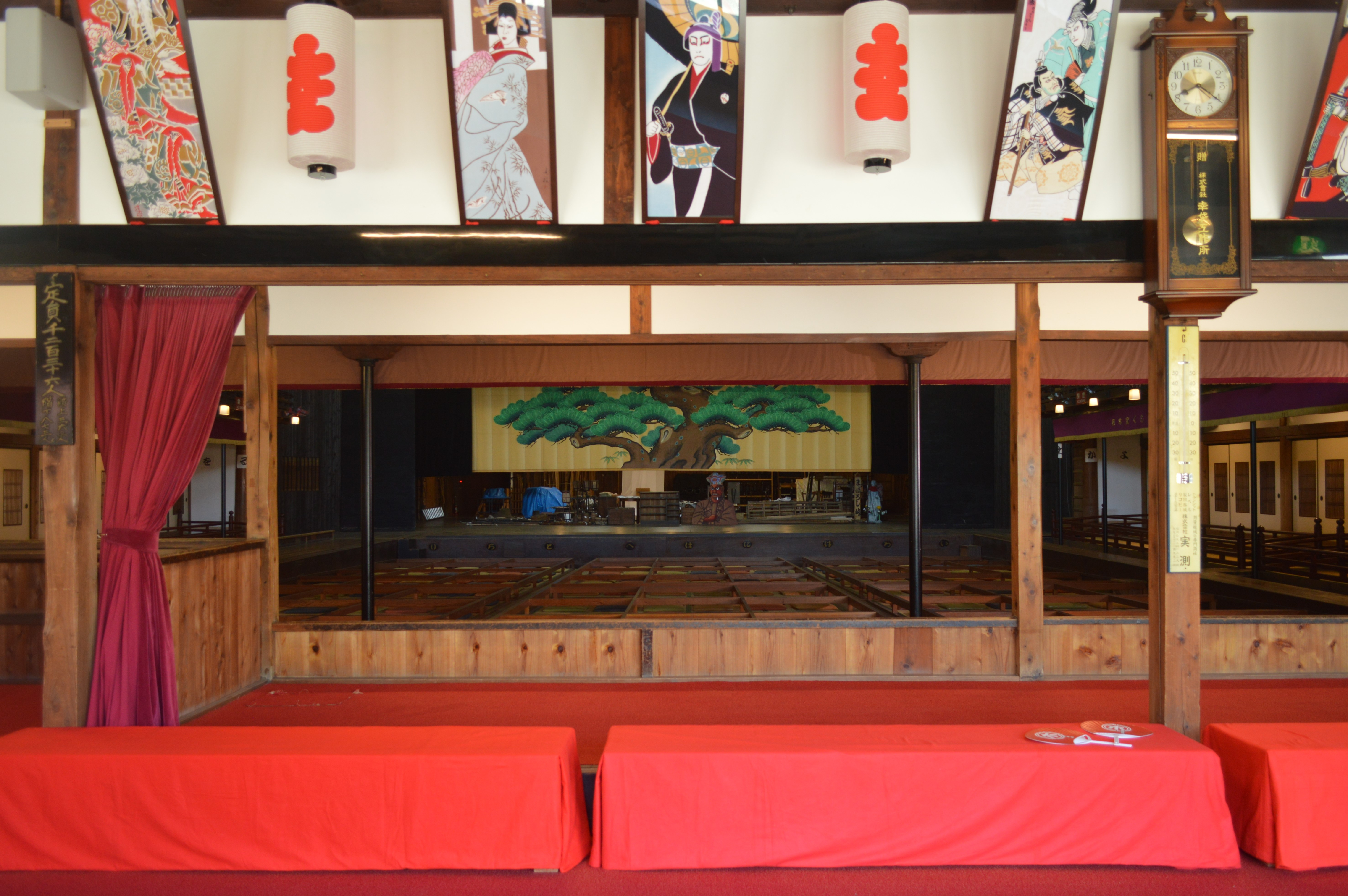
建物の内部

### 劇場の様式と規模
- 様式 : 江戸歌舞伎小屋様式。鉄板葺、木造2階建[1]。
- 舞台 : 間口 10間(18.2m)、奥行き 9間(16.4m)、プロセニアム高さ 2.5間(4.5m)、簀の子までの高さ 5間(9.1m)
- 客席 : 1階 450 - 800人、2階 300 - 400人（状況によって変化可能）
- 舞台設備 :

廻り舞台（直径 15.8m、手動回転式）
セリ（廻り舞台前方と花道）

### 劇場棟以外の建物
木造2階建の劇場棟（建築面積1,117㎡、延床面積1,670 ㎡）のほか売店棟（1970年建て替え）、その他に住宅棟1、住宅棟2（1977年整備）、事務所棟、会議室棟（1996年に住宅棟1の増築部分を建て替え）、下足棟、楽屋棟（1972年建て替え）、駐車場管理人室、駐車場棟、ポンプ棟、バットレス棟（ポンプ等とバットレス棟は水害対策と耐震補強のため2004年に設置）といった附属棟がある。
このうち建築基準法制定以前の建築である住宅棟と劇場棟以外は、増改築により劇場棟への法令の既存遡及がかかるおそれがあるため除却となる見通しである。また、住宅棟1（母屋）についても展示室や楽屋などとして用途変更を行うと現行法の適用を受け活用が困難であるため除却となる見通しである。

## 特定非営利活動法人嘉穂劇場
特定非営利活動法人嘉穂劇場は、かつて福岡県飯塚市に主たる事務所を置いていた特定非営利活動法人。
2003年（平成15年）7月の平成15年梅雨前線豪雨による被害を受けて集まった寄付金や助成金を活用するため、2004年（平成16年）1月9日に特定非営利活動法人（NPO法人）として設立され、劇場運営が当該法人に移管された。
2020年（令和2年）以後の新型コロナウイルスの影響によって、老朽化した設備の改修に必要な資金が確保できず、将来的な運営の見通しが立たなくなったことから、法人は運営の断念を決定した。2021年（令和3年）5月17日、特定非営利活動法人嘉穂劇場は解散した。劇場は休館となり、飯塚市に譲渡されることが決定した。

### 歴代理事長
- 伊藤英子（初代）
- 伊藤英昭（2代目）

## 交通アクセス
- JR筑豊本線飯塚駅より徒歩15分（1200m）
- 九州自動車道福岡インターチェンジから八木山バイパス経由で22㎞、もしくは同鞍手インターチェンジから21㎞。